# Cenobio Sauza
Cenobio Sauza (30 de octubre de 1842 - 15 de febrero de 1909), conocido como el "Padre del Tequila", fue uno de los primeros y más duraderos empresarios destiladores del aguardiente conocido como tequila, fundador de Tequila Sauza y de la destilería "La Perseverancia", en 1873.

## Primeros años
Cenobio Sauza nació en una granja del poblado de Teocuitatlán, en Jalisco, México. Fue el tercer hijo de Hilario Sauza (fallecido en 1857) y de doña Margarita Madrigal Navarro. Trabajó en la granja de su padre junto con sus hermanos Adelaida, Juana, Fernanda, Luis y Herminia hasta los dieciséis años.
En 1858, Cenobio viajó a Tequila para visitar a su primo Ramón Corona  Madrigal. Enamorado de la provincia, Cenobio se estableció en Tequila y consiguió un trabajo en la destilería de José Antonio Gómez Cuervo. Allí aprendió a cultivar el agave y a destilar su jugo.

## Inicios de su carrera
Cenobio comenzó a exportar vino mezcal de Tequila a otras partes del país. En 1870, no contento con solo vender, Sauza arrienda "La Gallardeña", destilería de Lázaro Gallardo. Gracias a las ganancias obtenidas, el 1 de septiembre de 1873, compra la fábrica "La Antigua Cruz" (la más antigua destilería de tequila registrada, fundada en 1805 por José María Castañeda) de Don Félix López por 5.000 pesos y la rebautiza con el nombre de "La Perseverancia". El exempleado de Cuervo había fundado con éxito Sauza Tequila, convirtiéndose en uno de los grandes rivales de Cuervo.
Ese mismo año, Sauza realiza la primera exportación de tequila a los Estados Unidos cuando cruzó a través de la frontera en Paso del Norte con tres barricas y seis jarras de su vino de mezcal. Este fue el comienzo de la exportación de tequila.

## Matrimonio e hijos
Cenobio se casó con Doña Margarita Mora, con la que tuvo siete hijos, todos nacidos en la ciudad de Tequila:
- José Leopoldo Cenobio (nacido en 1875)
- Alfonso Cenobio (nacido en 1877)
- José Jorge Cenobio (nacido en 1898)
- Benjamin Cenobio (nacido en 1881)
- Eladio Cenobio (nacido en 1883)
- María Graciela Cenobio (nacida en 1885)
- Roberto Cenobio (nacido en 1887)

## Crecimiento de Tequila Sauza
Con la llegada del ferrocarril a Tequila, el negocio de Sauza aumentó y en 1889 compró la destilería "La Gallardeña" de Lázaro Gallardo. Ese mismo año compró también la Hacienda de San Martín de las Cañas de Vicente Orendáin. Ésta se convirtió en la sede de Sauza y era conocida simplemente como La Hacienda. Cenobio plantó más de dos millones de agaves y empezó a producir unos 800 barriles de tequila al año en La Hacienda. Compró y vendió trece destilerías más y numerosos campos de agave, siempre trabajando por lo menos tres destilerías a la vez para seguir siendo el líder en la producción y venta de tequila.

## Visión innovadora
Sauza realizó varios cambios innovadores en la industria del tequila; fue el primero en desarrollar estándares de calidad en la producción de tequila e introdujo el uso alambiques de vapor para darle al tequila un sabor más suave. Su hijo, Eladio, en la década de los años 1920 comenzó la venta en botellas, en lugar de seguir haciéndolo sólo en barriles. A Don Cenobio se le acredita la determinación de que el agave azul era el mejor agave para la producción tequila durante la década de 1890, y se hizo eco de su elección en la industria.

## Otras empresas
Los intereses de Don Cenobio iban más allá de la producción de tequila, incluyendo:
- Fue Presidente Municipal de Tequila, Jalisco, durante el periodo de 1884 a 1885. Fue sucedido por Ignacio Romero.
- En 1888 intentó entrar en el campo de la minería.

## Últimos años
Cenobio Sauza continuó haciendo crecer su negocio tequila hasta su muerte a los 66 años en su residencia en Guadalajara. Su innovación y perseverancia ayudaron a crear una gran industria y desarrollar la economía de Jalisco. A su muerte, dejó el imperio en manos de su hijo Eladio Sauza.